# نيكولاس دومينغيز
نيكولاس دومينغيز (بالإسبانية: Nicolás Domínguez)‏ (مواليد 28 يونيو 1998) هو لاعب كرة قدم أرجنتيني يلعب في مركز خط الوسط في نادي بولونيا.

## روابط خارجية
- نيكولاس دومينغيز على موقع إي إس بي إن إف سي (الإنجليزية)
- نيكولاس دومينغيز على موقع قاعدة بيانات كرة القدم.إي يو (الإنجليزية)
- نيكولاس دومينغيز على موقع ناشيونال فوتبول تيمز (الإنجليزية)
- نيكولاس دومينغيز على موقع Soccerbase.com (لاعب) (الإنجليزية)
- نيكولاس دومينغيز على موقع Soccerway.com (الإنجليزية)
- نيكولاس دومينغيز على موقع عالم كرة القدم.نت (الإنجليزية)